# Orzysz (jezioro)
Orzysz (niem. Arys-See) – jezioro w Polsce, położone w województwie warmińsko-mazurskim, w powiecie piskim, w gminie Orzysz, w Krainie Wielkich Jezior Mazurskich. Na południowo-zachodnim brzegu jeziora leży miasto Orzysz.

## Charakterystyka
Jezioro typu rynnowego o powierzchni 1076 ha, położone na wysokości 117 m n.p.m., o zróżnicowanej głębokości i na ogół zalesionych brzegach, ciągnące się z południowego zachodu na północny wschód. Linia brzegowa o nieregularnym kształcie, charakteryzuje się licznymi zatokami o różnej wielkości oraz długimi półwyspami o wąskich cyplach, głęboko wrzynającymi się w jezioro. W części południowej jeziora znajduje się wydłużona zatoka oddzielona długim i krętym półwyspem Ameryka (patrz poniżej) od sąsiedniego Jeziora Wierzbińskiego (70 ha).
Jezioro posiada 10 wysp o łącznej powierzchni ok. 74 ha. Największa z nich to Różany Ostrów zwana również Wyspą Róż (54 ha) – połączona mostem z lądem. Jezioro łączy się z pobliskimi zbiornikami za pomocą wielu strug, cieków i kanalików.
Z jeziora wypływa rzeka Orzysza, łącząca akwen z położonymi niżej jeziorami Tyrkło i Śniardwy. Biegnie tędy szlak kajakowy.
Cechą charakterystyczną tego akwenu jest duża zmienność głębokości oraz bogata roślinność, do brzegów przylegają przeważnie lasy sosnowe i świerkowe.
Gatunki ryb: sielawa, leszcz, okoń, szczupak, sandacz, krąp, wzdręga, płoć, ukleja.

## Półwysep Ameryka
Półwysep Ameryka leży między jeziorami Orzysz i Wierzbińskim, zwanym niekiedy Zatoką Wierzbińską. Od strony zachodniej obydwa jeziora oddziela wąski przesmyk zwieńczony mostkiem. Szerokość półwyspu wynosi od ok. 100 do 300 m. W najwęższych prześwietleniach widoczne są oba akweny jednocześnie. Nad brzegiem obu jezior rosną cieniste zarośla z olszą czarną. Korzenie niektórych drzew, podmywane falą wystają znacznie ponad powierzchnie gruntu, tworząc osobliwą formę przestrzenną. Oba jeziora mają postać eutroficzną i podobny skład zbiorowisk przywodnych. Występuje tu roślinność bagienna, taka jak: karbieniec pospolity, psianka słodkogórz, mięta nadwodna, grążele żółte, moczarka kanadyjska. W kilku miejscach brzeg jest piaszczysty i łatwo dostępny. Występują tu także rośliny synantropijne: łopiany, serdecznik pospolity, pokrzywa zwyczajna, trybula leśna, glistnik jaskółcze ziele, bylica pospolita. Dalej na wschód a następnie na południe, półwysep staje się coraz szerszy a roślinność bujniejsza. Pojawiają się borówki, jeżyny, mchy, a jesienią grzyby. W lesie napotkać można okopy z czasów II wojny światowej. Wzdłuż Jeziora Wierzbińskiego, na jego południowym brzegu rozciąga się wieś Wierzbiny.